# Ali Parvin
Ali Parvin (pers. ‏علی پروین‎, ur. 25 września 1947 w Teheranie) – irański piłkarz występujący podczas kariery na pozycji pomocnika.

## Kariera klubowa
Ali Parvin karierę piłkarską rozpoczął w drużynie Kian Teheran w 1965. W latach 1968–1970 był zawodnikiem Paykanu Teheran.
W 1970 trafił do klubu Persepolis Teheran, w którym występował do końca swojej kariery w 1988. Z Persepolis dwukrotnie zdobył mistrzostwo Iranu w 1974 i 1976 oraz czterokrotnie lokalną ligę teherańską w 1982, 1986, 1987 i 1988. Łącznie w barwach Persepolis rozegrał 278 spotkań, w których zdobył 95 bramek.

## Kariera reprezentacyjna
W reprezentacji Iranu Parvin zadebiutował 1 września 1970 w wygranym 7-0 towarzyskim meczu z Pakistanem. W meczu tym zdobył jedną z bramek. W 1970 uczestniczył z Iranem w Igrzyska Azjatyckich. Iran odpadł w fazie grupowej, a Parvin wystąpił w obu meczu grupowym z Indonezją. W 1972 uczestniczył w Igrzyskach Olimpijskich w Monachium. Na turnieju w RFN wystąpił we wszystkich trzech meczach z: Węgrami, Danią i Brazylią. W 1974 wygrał z Iranem Igrzyska Azjatyckie. Na turnieju w Teheranie wystąpił we wszystkich siedmiu meczach z Pakistanem (dwie bramki), Birmą, Bahrajnem, Malezją (bramka), Koreą Południową, Irakiem i Izraelem. W 1976 wygrał z Iranem Puchar Azji. Na turnieju w Iranem wystąpił we wszystkich czterech meczach z Irakiem, Jemenem Południowym, Irakiem i finale z Kuwejtem, w którym zdobył jedyną bramkę w meczu.
W tym samym roku uczestniczył w Igrzyskach Olimpijskich w Montrealu. Na turnieju w Kanadzie wystąpił we wszystkich trzech meczach z: Kubą, Polską (bramka) i w ćwierćfinale z ZSRR. 
W 1978 roku został powołany do kadry na Mistrzostwa Świata. Iran zakończył turniej na fazie grupowej a Parvin wystąpił we wszystkich trzech meczach z Holandią, Szkocją i Peru, który był jego ostatnim meczem w kadrze. Ogółem w latach 1970-1978 Parvin w reprezentacji wystąpił w 81 meczach, w których zdobył 12 bramek.

## Kariera trenerska
Parvin jeszcze jako zawodnik został grającym trenerem Persepolis. Persepolis prowadził, z krótką przerwą w 1988, w latach 1982-1993. W tym czasie czterokrotnie wygrał z Persepolis ligę teherańską oraz dwukrotnie zdobył Puchar Hazfi w 1988 i 1991. Na arenie międzynarodowej zdobył Azjatycki Puchar Zdobywców Pucharów w 1991 (dwa lata później Persepolis grało w finale).
Równocześnie z pracą w Persepolis Parvin w latach 1989-1993 był selekcjonerem reprezentacji Iranu. 
w 1990 wygrał z Iranem Igrzyska azjatyckie, po zwycięstwie po rzutach karnych w finale z Koreą Północną. W 1992 startował z Iranem w Pucharze Azji, jednak nie zdołał w nich wyjść z grupy. Parvin odszedł ze stanowiska selekcjonera po przegranych eliminacjach Mistrzostw Świata 1994. W latach 1998–2003 i 2005-2006 Parvin ponownie trenował Persepolis. Trzykrotnie w tym czasie zdobył z nim mistrzostwo Iranu w 1999, 2000 i 2002 oraz Puchar Hazfi w 1999.